# Minstrel show
Minstrel show byly potulné kabarety, které se staly svérázným druhem amerického kabaretního umění.
Začátky minstrelských představení se dají vysledovat již na sklonku 18. stol. v Anglii, kdy se na scéně objevuje poprvé bílý zpěvák převlečený za černocha. Vlastní dějiny amerického minstrelu se datují obvykle od 1828, kdy Thomas Dartmouth Rice předvedl v Baltimoru výstup, v němž karikoval zpěv černošského podomka. Výstup se stal šlágrem sezóny a založil téměř stoletou tradici. Symbolem minstrelských představení se stal pálený korek, kterým se zpěváci líčili na tmavou barvu pleti.
Roku 1843 byla založena první velká minstrelská společnost. Když propukla zlatá horečka v Kalifornii, vydaly se četné minstrelské společnosti na Daleký západ, aby tu účinkovaly. Tomto období se nejedna minstrelská písnička dostala do lidových zpěvníků. Mnohé skupiny podnikli turné i po Evropě a zvláště v Anglii byla jejich představení příznivě přijata. Minstrelská představení doznívala ještě těsně před druhou světovou válkou.
Rozšíření minstrelských představení znamenalo začátek vlastní osobité americké populární hudby. V prvních dobách byl písňový repertoár sestavován z tzv. plantation songs, které byly bělošskou napodobeninou černošských písní, a i když měly velmi málo společného s tím, co opravdu černoši na plantážích zpívali, dlouho se v repertoáru bělošských minstrelských představení neudržely a záhy byly nahrazeny písněmi „krotšími“. Přesto se do minstrelských představení dostalo několik písní černošského původu.
Východiskem celé řady minstrelských písní jsou zejména spirituál s formou vkládaných refrénových veršů. Tisky minstrelských písní v typických úpravách pro sólový hlas a homofonní čtyřhlas s klavírním doprovodem sice neodpovídaly zcela provozovací praxi, ale patří mezi první notové záznamy, které o odvozené hudbě amerických černochů máme. V minstrelských písničkách se poprvé objevily i rytmické útvary, v notovém zápisu v podobě synkop, svědčící o prvním pronikání přizpůsobené africké rytmiky do bělošské populární hudby. Minstrelská představení rozhodně nepatřila k jazzu, ale byla důležitou přestupní stanicí.
Z prostředí minstrelských představení pochází jeden z nejznámějších amerických písničkářů Stephen Foster, dále Daniel Decatur Emmett.

## Současnost
V současnosti jsou minstrel shows v USA tabuizovány a považovány za projev rasismu, neboť nejsou považovány za dostatečně politicky korektní. Zobrazování blackface je považováno za symbol rasistického útlaku ze strany bílých otrokářů. Proto jsou například Američané nebo i Britové šokováni, když se setkají s nizozemským Zwarte Pietem, což je tradice, při které se také běloši převlékají za černochy.